# Test of Proficiency in Korean
TOPIK (kor. 한국교육과정평가원, ang. Test of Proficiency in Korean) – najpopularniejszy test sprawdzającym znajomość języka koreańskiego dla obcokrajowców. Egzaminy, których zdanie pozwala na uzyskanie przedmiotowego certyfikatu przeprowadzane i wydawane są przez 국립국제교육원 - pol. Narodowy Instytut Edukacji Międzynarodowej (ang. National Institute for International Education, NIIED). Certyfikat dzieli się na TOPIK I podstawowy i średnio zaawansowany oraz TOPIK II zaawansowany. Pierwszy z nich obejmuje sprawdzian zdolności w czytaniu i słuchaniu. Drugi w słuchaniu, pisaniu i czytaniu.
Do egzaminu można podchodzić na terenie około 50 państw, wśród których od 2016 r. znajduje się Polska. Do egzaminu TOPIK można podejść na Uniwersytecie Jagiellońskim w Instytucie Bliskiego i Dalekiego Wschodu.

## Historia
Po raz pierwszy TOPIK został przeprowadzony w 1997 r. Próbę uzyskania certyfikatu podjęło 2274 osób. Początkowym założeniem było przeprowadzanie testu raz do roku, obecnie jest on przeprowadzany trzy razy. W 2007 r. Republika Korei wprowadziła przepisy stanowiące o tym, iż chińscy pracownicy, którzy nie posiadają krewnych na terenie Republiki Korei, mogą podejść do egzaminu TOPIK, co w przypadku jego zdania umożliwia wzięcie udziału w losowaniu o wizę umożliwiającą wykonywanie pracy. Popularność testu z każdym rokiem wzrasta. W 2009 r. egzamin pisało 180 tys. osób.

## Podstawowe informacje
Egzamin TOPIK organizowany jest sześć razy w roku w Rep. Korei, a co najmniej raz w roku w kwietniu w innych państwach. Zdobycie certyfikatu wiąże się z uiszczeniem opłaty w wysokości o równowartości 80 USD. TOPIK podzielony jest na dwie części i trwa 180 minut. 90 minut przewidziane zostało na wypełnienie części związanej z gramatyką i pisaniem, a pozostałe 90 minut to zadania z rozumienia mowy oraz czytania ze zrozumieniem. Do zdobycia jest łącznie 400 punktów. Organizatorzy testu nie przewidzieli możliwości poprawienia naniesionej odpowiedzi, stąd bardzo ważne jest aby zaznaczenie odpowiedzi było przemyślane. Certyfikat potwierdzający znajomość j. koreańskiego jest przydatny dla osób chcących pracować lub studiować w Republice Korei. 

## Poziomy
TOPIK można zdawać na dwóch poziomach przy uwzględnieniu sześciu stopni znajomości języka. TOPIK I można zdawać w ramach pierwszego i drugiego stopnia; TOPIK II w ramach pozostałych.